# Лорелейя
Лорелейя (лат. Loreleia) — рід грибів родини Rickenellaceae. Назва вперше опублікована 2002 року.

## Поширення та середовище існування
В Україні зростає лорелейя пізня (Loreleia postii).

## Класифікація
Згідно з базою MycoBank до роду Loreleia відносять 3 офіційно визнаних вида:
- Loreleia marchantiae
- Loreleia postii
- Loreleia roseopallida

## Гелерея

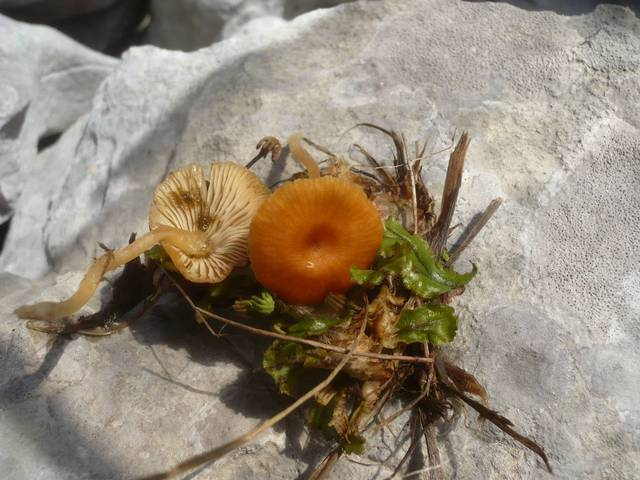
Loreleia marchantiae
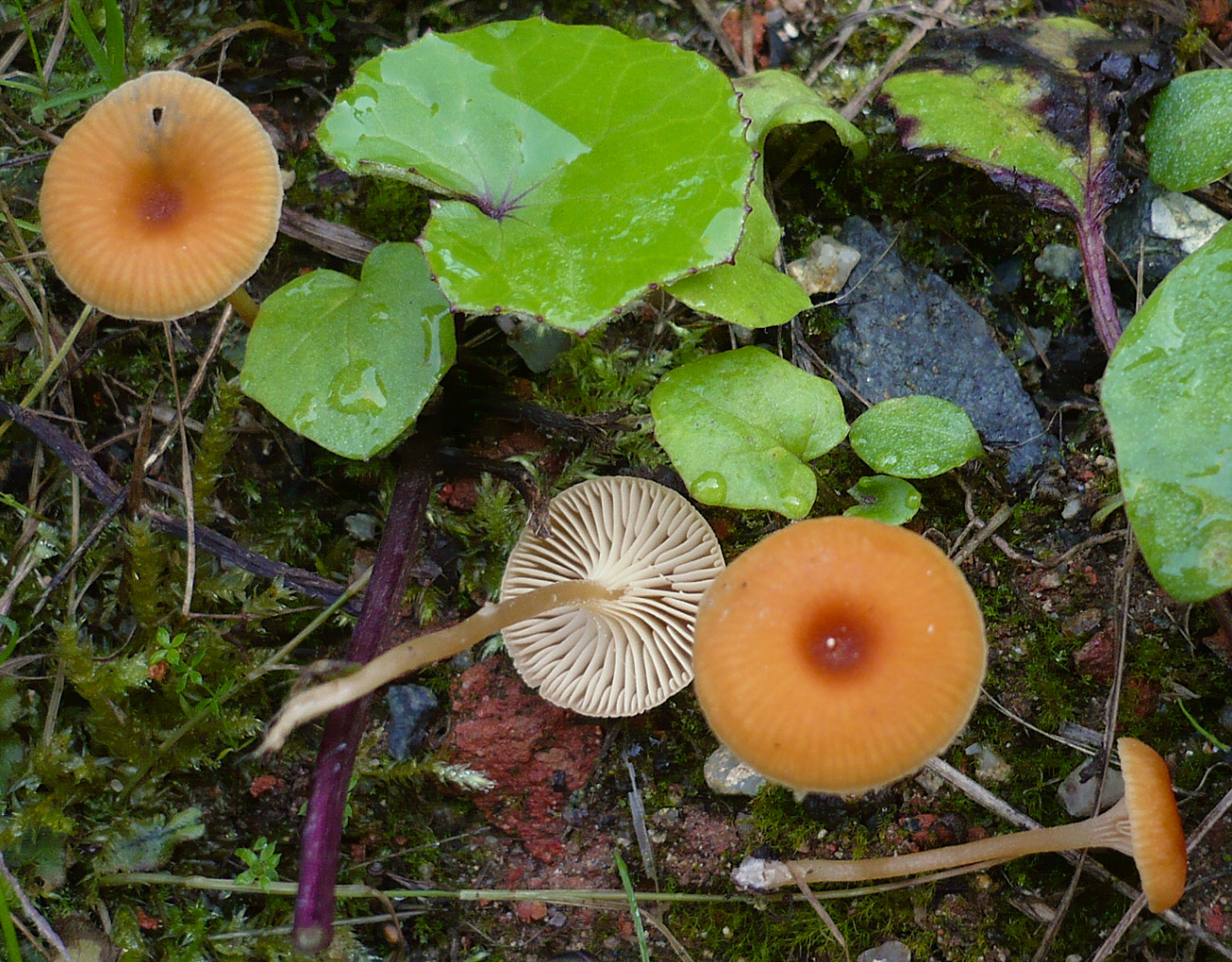
Loreleia postii